# Hermann Anschütz-Kaempfe
Hermann Anschütz-Kaempfe (n. 3 octombrie 1872, Zweibrücken, Renania-Palatinat, Germania – d. 6 mai 1931, München, Germania) a fost un cercetător german, inventator al busolei giroscopice.